# سور النجف
سور النجف هو سور أنشئ لحماية مدينة النجف من الهجمات التي كانت تتعرض لها من قبل الأعداء.بقيت بعض آثار السور، ومن مناطق امتداده شارع يُعرف باسم شارع السدير. لا توجد نية لتعمير أو إعادة بناء هذا الصرح، الذي جعل النجف قلعةً منيعَةً تصد هجمات المعتدين، كما وُصف في كتاب (جوهرة التحف مدينة النجف). 
حمى هذا السور النجف من العديد من الهجمات الوهابية التي اجتاحت النجف على فترات زمنية متباعدة. وقد تهالك هذا السور بمرور الزمن بفعل عوامل التعرية والتغير الجغرافي للمنطقة، لكن لا يزال جزء منه قائمًا، لا سيما من جهته الخلفية المواجهة لشارع السدير، وكذلك من جهة الحويش.